# 非裔印尼人
非裔印尼人，在印尼稱Belanda Hitam即黑荷蘭人，是荷蘭人在印尼殖民時代於西非招募黑人僱傭軍的後裔。
在1831-1872年，荷蘭人從荷屬黃金海岸即加納招募了3000個黑人士兵前往荷屬東印度服役。本次招募其實是一項緊急措施，因荷蘭軍隊在與印尼爪哇封建小王國的戰爭中失去很多歐洲士兵。

## 歷史
比利時於1830年獨立後，荷蘭的人口大大減少使殖民地戰鬥力損失難以替代。此外，荷蘭希望在印尼當地招聘的陸軍士兵人數限制在大約總兵力的一半，確保當地部隊的忠誠度。同時非裔士兵對熱帶疾病抵抗力高於一般荷蘭人。
從黃金海岸埃爾米納首次招募的士兵約150人，其中44人屬穆拉托人後裔，在1832年他們部署在蘇門答臘南部。在1836年又招募了88個阿坎族士兵，荷蘭政府隨後決定從阿散蒂人招募士兵。
因在1842年英國但是反對導致荷蘭停止了招聘計劃，在1855年恢復，但這次是在當地人完全自願的基礎上實施。

## 終止招募非洲人
前後總共有幾千個非洲士兵用荷蘭名字，被運到了荷屬東印度群島服役。在1871年的蘇門答臘條約荷蘭把黃金海岸讓予英國，終止荷蘭東印度陸軍招募非洲人為軍人。在1872年4月20日，非洲新兵乘最後一艘船離開爪哇。之後荷蘭兩次試圖招募黑人充當殖民地僱傭軍:1876年與1879年30個美國自由黑人新兵被錄用為荷屬東印度軍隊。1890年企圖從利比里亞獲得新兵。共有189利比里亞人去了爪哇，但是因對荷蘭人的承諾不滿意，於1892年返回利比里亞。